# Excomunión
La excomunión es la expulsión, permanente o temporal, de una persona de una confesión religiosa. Durante el período de la excomunión, el afectado sigue formando parte de la comunidad, pero debe cumplir sentencia; de ahí el nombre de la misma, del latín ex communicatio[ne]. En los casos más severos, pierde la facultad de concurrir al culto normalmente, y de tomar parte en las ceremonias religiosas. Las diversas iglesias cristianas cuentan con normas para la excomunión o el trato con los excomulgados.

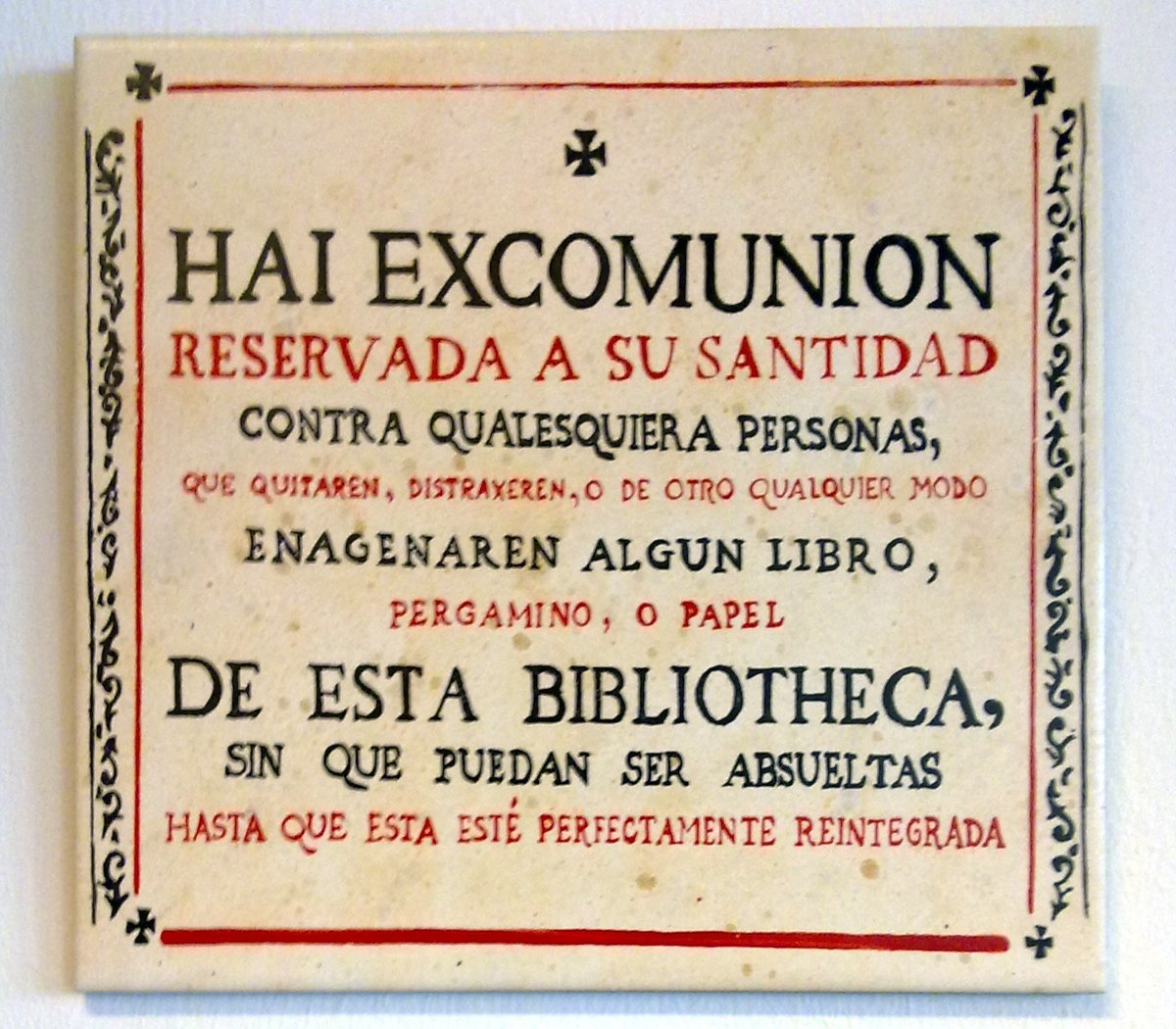
Pena de excomunión para robo de libros, en la biblioteca de la Universidad de Salamanca.

Es practicado por todas las denominaciones cristianas, pero también se usa de manera más general para referirse a tipos similares de prácticas religiosas institucionales de exclusión y rechazo entre otros grupos religiosos. Por ejemplo, muchas denominaciones protestantes, utilizan el término "expulsión" para referirse a su forma de excomunión. 
La palabra excomunión significa poner a un individuo o grupo específico fuera de la comunión. En algunas denominaciones, la excomunión incluye la condena espiritual del miembro o grupo. La excomunión puede implicar el destierro, el rechazo y la vergüenza, según el grupo, la ofensa que causó la excomunión o las reglas o normas de la comunidad religiosa. El acto grave a menudo se revoca en respuesta a un arrepentimiento manifiesto.

## Judaísmo
Herem es la mayor censura eclesiástica del judaísmo. Es la exclusión total de una persona de la comunidad judía. Excepto en los casos de la comunidad Charedi, el cherem dejó de existir después de la Ilustración, cuando las comunidades judías locales perdieron su autonomía política y los judíos se integraron en las naciones gentiles en las que vivían. Una orden siruv , equivalente a un desacato al tribunal, emitida por un tribunal rabínico también puede limitar la participación religiosa.
Las conferencias de movimientos rabínicos sí expulsan a miembros de vez en cuando, pero a veces eligen la pena menor de censurar al rabino ofensor. Entre 2010 y 2015, la Conferencia Central Judía de Reforma de Rabinos Americanos expulsó a seis rabinos, el Consejo Rabínico Judío Ortodoxo de América expulsó a tres, y la Asamblea Rabínica Judía Conservadora expulsó a uno, suspendió a tres y provocó que uno renunciara sin ser elegible para reinstalación. Si bien la CCAR y la RCA fueron relativamente tímidas sobre sus razones para expulsar a los rabinos, la RA fue más abierta sobre sus razones para expulsar a los rabinos. Las razones de la expulsión de las tres conferencias incluyen conducta sexual inapropiada, incumplimiento de las investigaciones éticas, establecimiento de grupos de conversión sin la aprobación de la conferencia, robo de dinero de las congregaciones, otras malas conductas financieras y ser arrestados. 
El judaísmo, como el universalismo unitario, tiende hacia el congregacionalismo, por lo que las decisiones de excluir de una comunidad de culto a menudo dependen de la congregación. Los estatutos de la congregación a veces permiten que la junta directiva de una sinagoga pida a las personas que se vayan o que no entren.

## Cristiandad

### Orígenes
El Nuevo Testamento alude en varios pasajes a la excomunión como una práctica judía que consiste en la exclusión del creyente de la sinagoga. La excomunión cristiana se menciona en varios pasajes del Nuevo Testamento, especialmente Mateo 18,15-17 y 1 Corintios 5,1-5.

### Características
El propósito de la excomunión es excluir de la Iglesia a aquellos miembros que tengan conductas o enseñanzas contrarias a las creencias de una comunidad cristiana (herejía). Su propósito es proteger a los miembros de la Iglesia de los abusos y permitir que el ofensor reconozca su error y se arrepienta. 

### Iglesia católica
Dentro de la Iglesia católica, existen diferencias entre la disciplina de la Iglesia latina mayoritaria con respecto a la excomunión y la de las Iglesias Católicas Orientales.

#### Iglesia latina

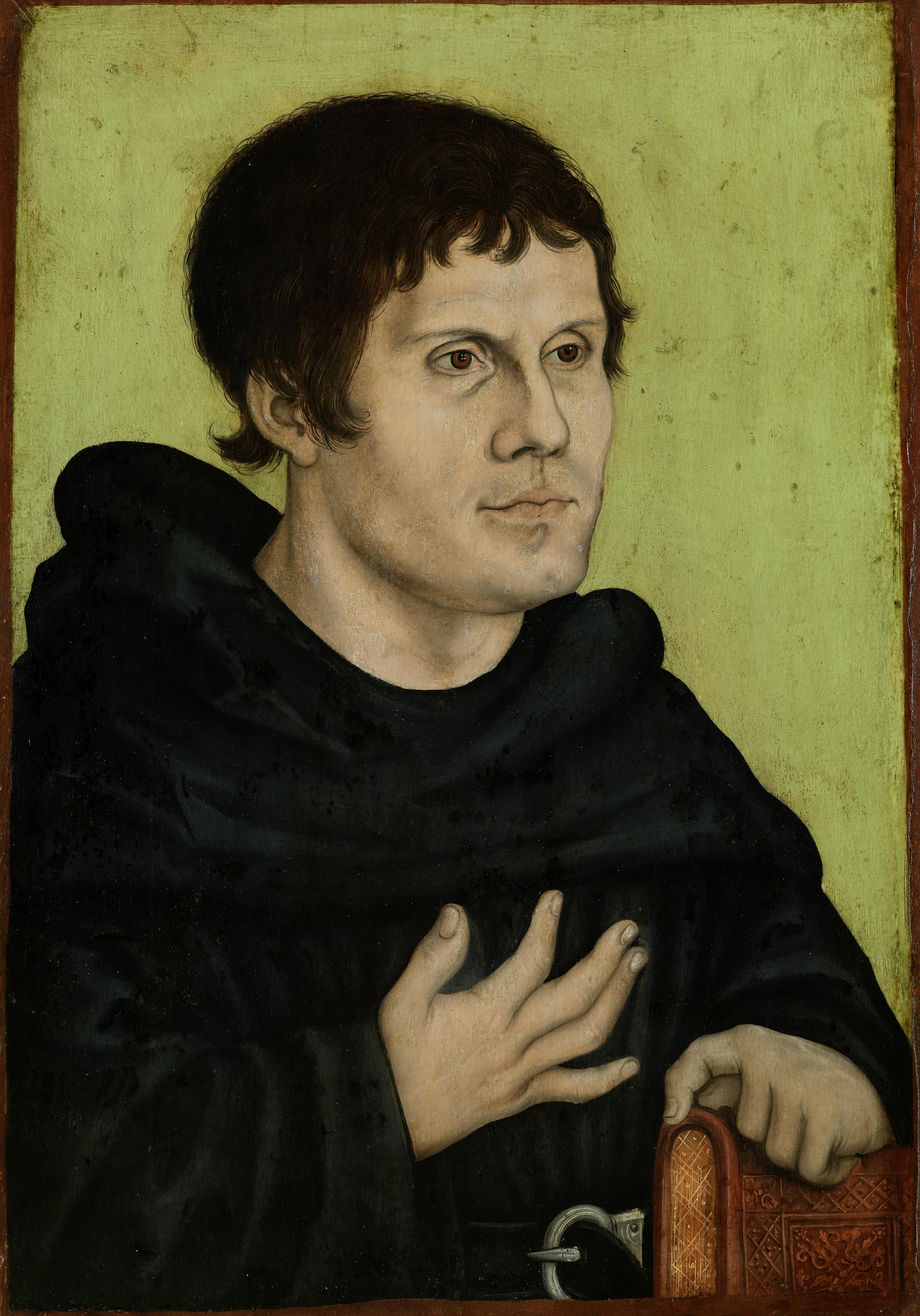
Martin Lutero fue excomulgado por el papa León X en 1521.

La excomunión puede ser latae sententiae (automática, incurrida en el momento de cometer el delito por el cual el derecho canónico impone esa pena) o ferendae sententiae (incurrida solo cuando es impuesta por un superior legítimo o declarada como sentencia de un tribunal eclesiástico).
Según el obispo Thomas J. Paprocki , "la excomunión no expulsa a la persona de la Iglesia católica, sino que simplemente prohíbe a la persona excomulgada participar en determinadas actividades". Estas actividades se enumeran en el Canon 1331 §1 y prohíben al individuo cualquier participación ministerial en la celebración del sacrificio de la Eucaristía o cualquier otra ceremonia de culto; celebrar o recibir los sacramentos; o ejerciendo cualquier oficio, ministerio o función eclesiástica.
Según el derecho canónico católico actual, los excomulgados siguen sujetos a obligaciones eclesiásticas como asistir a misa, aunque no pueden recibir la Eucaristía ni participar activamente en la liturgia (leer, traer las ofrendas, etc.). "Los excomulgados pierden derechos, como el derecho a los sacramentos, pero siguen sujetos a las obligaciones de la ley; sus derechos se restablecen cuando se reconcilian mediante la condonación de la pena". Se les insta a mantener una relación con la Iglesia, ya que el objetivo es animarlos a que se arrepientan y vuelvan a participar activamente en su vida.
Estos son los únicos efectos para quienes han incurrido en excomunión latae sententiae. Por ejemplo, un sacerdote no puede negar públicamente la Comunión a quienes se encuentran bajo una excomunión automática, siempre que no haya sido oficialmente declarada por ellos, incluso si el sacerdote sabe que la han incurrido. Por otro lado, si el sacerdote sabe que se ha impuesto la excomunión a alguien o que se ha declarado una excomunión automática (y ya no es simplemente una excomunión automática no declarada), tiene prohibido administrar la Sagrada Comunión a esa persona.
En la Iglesia católica, la excomunión normalmente se resuelve mediante una declaración de arrepentimiento, la profesión del Credo (si la ofensa involucró herejía) y un Acto de Fe, o la renovación de la obediencia (si eso fue una parte relevante del acto ofensivo, es decir, un acto de cisma) por parte de la persona excomulgada y el levantamiento de la censura (absolución) por parte de un sacerdote u obispo facultado para hacerlo. "La absolución puede ser sólo en el foro interno (privado), o también en el foro externo (público), dependiendo de si se daría un escándalo si una persona fuera absuelta en privado y, sin embargo, públicamente considerada no arrepentida". Dado que la excomunión excluye de la recepción de los sacramentos, se requiere la absolución de la excomunión antes de que pueda darse la absolución del pecado que llevó a la censura. En muchos casos, todo el proceso tiene lugar en una sola ocasión en la intimidad del confesionario. Para algunos delitos más graves, la absolución de la excomunión está reservada a un obispo, otro ordinario o incluso al papa. Estos pueden delegar en un sacerdote para que actúe en su nombre.[cita requerida]
Interdicto es una censura similar a la excomunión. También excluye de las funciones ministeriales en el culto público y de la recepción de los sacramentos, pero no del ejercicio del gobierno.

#### Iglesias católicas orientales
En las Iglesias orientales católicas, la excomunión se impone solo por decreto, nunca incurrida automáticamente por excomunión latae sententiae.
Se hace una distinción entre excomunión menor y mayor.
Aquellos a quienes se ha impuesto una excomunión menor están excluidos de recibir la Eucaristía y también pueden ser excluidos de participar en la Divina Liturgia. Incluso se les puede excluir de entrar a una iglesia cuando allí se celebra el culto divino. El decreto de excomunión debe indicar el efecto preciso de la excomunión y, si se requiere, su duración. 
A los que se encuentran bajo excomunión mayor se les prohíbe, además, recibir no solo la Eucaristía sino también los demás sacramentos, administrar los sacramentos o sacramentales, ejercer cualquier oficio, ministerio o función eclesiástica, y cualquier ejercicio por parte de ellos es nulo y sin valor. Deben ser retirados de la participación en la Divina Liturgia y cualquier celebración pública del culto divino. Se les prohíbe hacer uso de los privilegios que se les otorguen y no se les puede otorgar ninguna dignidad, cargo, ministerio o función en la Iglesia, no pueden recibir ninguna pensión o emolumentos asociados con estas dignidades, etc., y están privados del derecho. votar o ser elegido. 
La excomunión menor es aproximadamente equivalente a la prohibición en la ley occidental.

#### Delitos excomulgables
Los delitos excomulgables en la Iglesia católica se pueden distinguir
- como se ha dicho, en aquellos en los que el castigo es latae sententiae, es decir, se incurre en la pena por la propia comisión del hecho, y en aquellos en los que debe ser impuesta por un tribunal,
- según quién tenga derecho a absolverlo: que es ordinariamente el obispo, o en algunos casos, la Sede Apostólica,
- si el infractor debe ser evitado de ahora en adelante (vitandus) o no. Según el Código de 1983, no se utiliza el término vitandus .

Las personas que pertenecen a una Iglesia católica oriental nunca están sujetas a un castigo latae sententiae; por lo tanto, esto no se menciona explícitamente en las listas siguientes.

#### Latae sententiae
Una persona es latae sententiae excomulgada o, si es católico oriental, ferendae sententiae si:
1. usa la fuerza física contra el papa (reservado a la Sede Apostólica, para los católicos orientales incluso al papa en persona; can. 1370 CIC, can. 1445 CCEO; usado para resultar ipso facto en una excomunión vitandus hasta 1983, can. 2343 CIC / 1917),
2. pretende absolver (que es inválido, can. 977) a su propio compañero de un pecado contra el Sexto Mandamiento (reservado a la Sede Apostólica; can. 1378 § 1. CIC, can. 1457 CCEO, can. 728 §1 CCEO),
3. viola directamente el Sello del Confesionario (reservado a la Sede Apostólica; can. 1388 CIC, can 1456 § 1 CCEO, Canon 728 §1 CCEO),
4. arroja o retiene con fines sacrílegos el Santísimo Sacramento (reservado, para los católicos latinos, a la Sede Apostólica; can. 1367 CIC, can. 1442 CCEO),
5. consagra, como obispo, a otro obispo sin mandato de la Sede Apostólica o recibe tal consagración (reservado, para los católicos latinos, a la Sede Apostólica; can. 1383 CIC, can. 1459 § 1 CCEO),
6. es apóstata (can. 1364 § 1 CIC, cf. can. 751 CIC; can. 1436 § 1 CCEO), es decir, que repudia totalmente la fe cristiana,
7. es hereje (can. 1364 § 1 CIC, cf. can. 751 CIC; can. 1436 § 1 CCEO), es decir, niega o duda contumazmente de un dogma de la Iglesia católica,
8. es cismático (can. 1364 § 1 CIC, cf. can. 751 CIC; can. 1437 § 1 CCEO), es decir, niega la sumisión al papa o a los demás miembros de la Iglesia subordinados al papa (esto no es , per se , cierto de quien simplemente desobedece una orden del papa ),
9. realiza, se ha realizado, asiste o posibilita un aborto (can. 1398 CIC, can. 1450 § 2 CCEO),
10. comete simonía en una elección papal ( Universi Dominici gregis [UDG] no. 78),
11. como Cardenal o cualquier otra persona que participe en el cónclave (secretario del cónclave, etc.), da a conocer una exclusiva o ayuda, de cualquier otra forma, a un poder secular para influir en la elección papal (UDG no. 80),
12. como Cardenal, hace pactos, tratos o promesas con respecto a la elección papal en un cónclave; esto no prohíbe a los Cardenales discutir a quién elegir (UDG núm. 81).
13. como un obispo intenta conferir el orden sagrado a una mujer, junto con la mujer que intentó recibir la consagración. Tanto en ritos orientales como latinos, la excomunión está reservada a la Sede Apostólica.

##### Ferendae sententiae
Una persona puede ser excomulgada ferendae sententiae si:
1. intenta celebrar la Misa sin ser sacerdote (incurre, para los latinos católicos, también latae sententiae interdicto para los laicos y suspensión para los clérigos, can. 1378 § 2 no. 1 CIC, can. 1443 CCEO),
2. oye una Confesión o trata de absolver sin poder absolver (para los católicos latinos; esto, por supuesto, no incluye obstáculos del lado del penitente para la mera audiencia de las Confesiones, y obstáculos ocultos del lado del penitente para la absolución; can. 1378 § 2 n. 1; incurre también en interdicto latae sententiae para laicos y suspensión para clérigos),
3. rompe el Sello del Confesionario como alguien que no es el Confesor, por ejemplo, un intérprete o alguien que escuchó algo que se dijo (para los católicos latinos, can. 1388 § 2 CIC),
4. que infringe una ley penal que permite la excomunión promulgada a nivel local, lo que la autoridad local, sin embargo, solo puede hacer con gran cautela y por faltas graves (para los católicos latinos, can. 1318 CIC),
5. omite obstinadamente, como sacerdote católico oriental, la conmemoración del jerarca en la Divina Liturgia y las Divinas Alabanzas (no obligatoriamente, can. 1438 CCEO),
6. comete violencia física contra un patriarca o un metropolitano, como católico oriental (can. 1445 § 1 CCEO),
7. incita a la sedición contra cualquier jerarca, especialmente un patriarca o el papa, como católico oriental (can. 1447 § 1, no obligatorio),
8. comete asesinato, como católico oriental (can. 1450 § 1 CCEO),
9. secuestra, hiere gravemente, mutila o tortura (física o mentalmente) a una persona, como católico oriental (can. 1451 CCEO, no obligatoria),
10. acusa falsamente a alguien de un delito [canónico], como católico oriental (can. 1454 CCEO, no obligatorio),
11. intenta utilizar la influencia de la autoridad secular para obtener la admisión a las órdenes sagradas o cualquier función en la Iglesia, como católico oriental (can. 1460, no obligatoriamente),
12. administra o recibe un sacramento, excluyendo las órdenes sagradas, o cualquier función en la Iglesia a través de la simonía , como católico oriental (can. 1461f. CCEO, no obligatoriamente).

##### Antiguos delitos excomulgables
Según el Código de Derecho Canónico de 1917, las excomuniones reservadas a la Sede Apostólica se agruparon en tres categorías, las reservadas 1. simplemente, 2. de manera especial, 3. de la manera más especial (cada una solucionable por el papa y por aquellos sacerdotes que el papa había delegado la facultad de absolver precisamente por ese grado); y por debajo de las excomuniones reservadas al obispo (que ahora se aplica principalmente a toda excomunión), existía todavía una categoría de excomuniones reservada a nadie (es decir, que podía ser resuelta por cualquier confesor). 
Las excomuniones por profanación del Santísimo Sacramento, la violencia física contra el papa, el intento de absolución de un cómplice en un pecado contra el sexto mandamiento y la ruptura del sello del confesionario (no. 1-4 de las ofensas latae sententiae enumeradas anteriormente) fueron reservado a la Sede Apostólica de la manera más especial. Las excomuniones por apostasía, herejía o cisma estaban reservadas a la sede apostólica de manera especial, aunque podían ser resueltas por el obispo (aunque no por el vicario general) en su lugar (c. 2314 § 2). La posible excomunión de alguien que no fuera el Confesor que reveló algo bajo el Sello del Confesionario no estaba reservada a nadie; la excomunión por consagraciones episcopales ilegales no existía entonces (pero había una latae sententiaesuspensión), como tampoco la posible excomunión (y cierta suspensión) de un sacerdote que sí tiene facultades pero absuelve a un penitente que sabe que no se arrepiente. Las otras excomuniones que aún existen estaban reservadas al obispo, tal como están ahora.
Los siguientes actos adicionales fueron delitos excomulgables
- reservado a la Sede Apostólica de manera especial:
  1. haber sido sospechoso de herejía durante seis meses sin despejar la sospecha (can. 2315),
  2. editar libros de apóstatas, herejes y cismáticos que defienden la apostasía, la herejía o el cisma, o leer, sin el debido permiso, tales libros o aquellos en particular prohibidos por la sede apostólica (esta última no incluía todo el Índice , can. 2318),
  3. simulando la santa misa o la absolución sacramental, sin ser sacerdote (can. 2322),
  4. apelar contra el papa a un futuro Concilio (can. 2332),
  5. recurrir a los poderes seculares para obstaculizar la promulgación de los actos de la Sede Apostólica o de sus legados, o dificultar su promulgación o ejecución por la fuerza o el miedo (can. 2333),
  6. dictar leyes o decretos contra la libertad y los derechos de la Iglesia (can. 2334 n. 1),
  7. obstaculizar a la Iglesia, directa o indirectamente, en el ejercicio de su poder de gobierno, tanto en el ámbito externo como en el interno, recurriendo para ello al poder secular (can. 2334 n. 2),
  8. llevar a un cardenal, un legado papal, un funcionario importante de la Curia romana o el propio obispo diocesano a un tribunal secular por sus acciones en el cargo (can. 2341),
  9. fuerza física contra un cardenal, legado papal o cualquier obispo (can. 2343),
  10. usurpar los bienes y derechos de la Iglesia (can. 2345),
  11. la falsificación de cartas apostólicas (can. 2360),
  12. acusar falsamente a un confesor del delito de solicitación (can. 2363),
- simplemente reservado a la Santa Sede:
  1. tratar comercialmente las indulgencias (can. 2327),
  2. ser iniciado en la masonería u otras asociaciones de este tipo, actuando contra la Iglesia y los poderes legítimos (can. 2335),
  3. tratar de absolver de una pena reservada a la Santa Sede de manera especial o muy especial sin tener la facultad de hacerlo (can. 2338 § 1),
  4. ayudar a los excomulgados vitandus en su acto antijurídico o, como clérigo, celebrar con ellos, consciente y libremente, el Oficio divino (c. 2338 § 2),
  5. llevar a un obispo, abad o prelado nullius, o uno de los más altos superiores de órdenes reconocidas papalmente a la corte secular en cumplimiento de su oficio (can. 2341),
  6. violar el recinto de un convento (can. 2342),
  7. participar en un duelo, en cualquier función (can. 2351),
  8. tratar de contraer matrimonio (civil) como clérigo de rango de subdiácono o superior, o como monje o monja con votos solemnes (can. 2388 § 2),
  9. cometer simonía (can. 2392),
  10. aceptar, destruir, ocultar o modificar sustancialmente un documento dirigido a la curia diocesana, como vicario capitular o canónigo del capítulo (¿sólo durante una vacante?) (can. 2405),
- reservado al obispo diocesano:
  1. tratar de contraer matrimonio delante de un ministro no católico, o en el entendimiento explícito o implícito de que uno o más de los niños deben ser bautizados fuera de la Iglesia católica, o dar a sabiendas a los hijos para que sean bautizados por no católicos (puede .2319),
  2. fabricar reliquias falsas o venderlas a sabiendas, distribuirlas y exponerlas a la veneración pública (can. 2326),
  3. violencia física contra un clérigo, monje o monja (can. 2343 § 4),
  4. casarse, como monje o monja de votos simples (can. 2388 § 2),
- reservado a nadie:
  1. redactar, editar o imprimir, sin la debida autorización, ediciones de la Sagrada Escritura o de anotaciones o comentarios al respecto (can. 2318 § 2),
  2. dar sepultura eclesial a los infieles, apóstatas, herejes, cismáticos o excomulgados o interdictos (can. 2339),
  3. Obligar a un hombre a ingresar en el estado clerical o a una mujer a ingresar a la religión o hacer votos simples o solemnes (can. 2352),
  4. para la víctima de la solicitación , a sabiendas de la falta de denuncia del autor (no ser absuelto antes del cumplimiento de la obligación, c. 2368 § 2).[15]

### Iglesias ortodoxas orientales
En las iglesias ortodoxas orientales , la excomunión es la exclusión de un miembro de la Eucaristía . No es una expulsión de las iglesias. Esto puede suceder por razones tales como no haber confesado dentro de ese año; la excomunión también se puede imponer como parte de un período penitencial. Generalmente se hace con el objetivo de restaurar al miembro a la plena comunión. Antes de imponer una excomunión de duración significativa, se suele consultar al obispo. Las iglesias ortodoxas tienen un medio de expulsión, al pronunciar anatema., pero esto está reservado solo para actos de herejía grave e impenitente. Como ejemplo de esto, el Segundo Concilio de Constantinopla en 553, en su undécimo capítulo, declaró: "Si alguien no anatematiza a Arrio, Eunomio, Macedonio, Apolinario, Nestorio, Eutiques y Orígenes, así como sus libros heréticos, y también todos los demás herejes que ya han sido condenados y anatematizados por la iglesia santa, católica y apostólica y por los cuatro santos sínodos que ya se han mencionado, y también todos aquellos que han pensado o piensan ahora de la misma manera que los herejes mencionados y que persista en su error hasta la muerte: sea anatema ".

### Iglesias luteranas
Aunque el luteranismo técnicamente tiene un proceso de excomunión, algunas denominaciones y congregaciones no lo utilizan. En los artículos de Smalcald, Lutero diferencia entre la excomunión "grande" y la "pequeña". La "pequeña" excomunión es simplemente excluir a un individuo de la Cena del Señor y "otra comunión en la iglesia". Mientras que la "gran" excomunión excluyó a una persona tanto de la iglesia como de las comunidades políticas que él consideró fuera de la autoridad de la iglesia y solo para los líderes civiles. Una práctica luterana moderna se presenta en la explicación de 1986 del Catecismo Menor de la Iglesia Luterana-Sínodo de Misuri, definido a partir de las Preguntas No. 277-284, en "La Oficina de Llaves". Se esfuerzan por seguir el proceso que Jesús estableció en el capítulo 18 del Evangelio de Mateo . Según la explicación, la excomunión requiere:
1. El enfrentamiento entre el sujeto y el individuo contra el que ha pecado.
2. Si esto falla, la confrontación entre el sujeto, el individuo perjudicado y dos o tres testigos de tales actos de pecado.
3. La información del pastor de la congregación del sujeto.
4. Un enfrentamiento entre el pastor y el sujeto.

Muchas denominaciones luteranas operan bajo la premisa de que toda la congregación (a diferencia del pastor solo) debe tomar las medidas apropiadas para la excomunión, y no siempre hay reglas precisas, hasta el punto en que las congregaciones individuales a menudo establecen reglas para excomulgar a los laicos (en lugar de al clero). Por ejemplo, las iglesias a veces pueden requerir que se realice una votación en los servicios dominicales; algunas congregaciones requieren que este voto sea unánime. 
La Iglesia de Suecia y la visita a la iglesia los domingos eran manatory ( Konventikelplakatet ) para todos los suecos a partir 1600-1858 como la organización religiosa sólo permitido en el país, con algunas excepciones, como por la Gran Sinagoga de Estocolmo y Embajadas . El otro lado es que no puede ser excluido de una institución estatal que es obligatoria por ley para todos. El tema tiene algunos aspectos interesantes de la Excomunión (Iglesia católica) del parlamento de Suecia por el derecho canónico de la Iglesia católica y el interdicto (huelga de la Iglesia católica) como trasfondo de la Reforma en Suecia .
En la Iglesia de Suecia y la Iglesia de Dinamarca , los individuos excomulgados son expulsados de su parroquia frente a su congregación. Sin embargo, no se les prohíbe asistir a la iglesia y participar en otros actos de devoción, aunque deben sentarse en un lugar designado por el sacerdote (que estaba a distancia de los demás). 
El proceso luterano, aunque poco utilizado, ha creado situaciones inusuales en los últimos años debido a su proceso de excomunión algo democrático . Un ejemplo fue un esfuerzo para que el asesino en serie Dennis Rader fuera excomulgado de su denominación (la Iglesia Evangélica Luterana en Estados Unidos ) por personas que intentaron "presionar" a los miembros de la iglesia de Rader para que votaran por su excomunión.

### Comunión anglicana

#### Iglesia de Inglaterra
La Iglesia de Inglaterra no tiene cánones específicos sobre cómo o por qué un miembro puede ser excomulgado, aunque tiene un canon según el cual se puede negar el entierro eclesiástico a alguien "declarado excomulgado por algún delito grave y notorio y ningún hombre para testificar. su arrepentimiento ". 
El castigo de prisión por ser excomulgado de la Iglesia de Inglaterra fue eliminado de la ley inglesa en 1963.

#### Iglesia Episcopal de los Estados Unidos de América
La ECUSA está en la Comunión Anglicana y comparte muchos cánones con la Iglesia de Inglaterra que determinarían su política de excomunión. [ cita requerida ]

### Iglesias reformadas
En las iglesias reformadas, la excomunión se ha considerado generalmente como la culminación de la disciplina eclesiástica , que es una de las tres marcas de la Iglesia . La Confesión de Fe de Westminster lo ve como el tercer paso después de la "amonestación" y la "suspensión del sacramento de la Cena del Señor por un tiempo". Sin embargo, Juan Calvino argumenta en sus Institutos de la religión cristianaque las censuras de la iglesia no "consignan a los excomulgados a la ruina y condenación perpetuas", sino que están diseñadas para inducir el arrepentimiento, la reconciliación y la restauración a la comunión. Calvino señala, "aunque la disciplina eclesiástica no nos permite estar en términos familiares e íntimos con las personas excomulgadas, debemos esforzarnos por todos los medios posibles para llevarlos a una mejor mente y recuperarlos para la comunión y la unidad de la Iglesia. . "
Al menos un teólogo reformado moderno sostiene que la excomunión no es el paso final en el proceso disciplinario. Jay E. Adams argumenta que en la excomunión, el ofensor todavía es visto como un hermano, pero en el paso final se convierte en "un pagano y un recaudador de impuestos" ( Mateo 18:17). Adams escribe: "En ninguna parte de la Biblia la excomunión (la eliminación de la comunión de la mesa del Señor, según Adams) se equipara con lo que sucede en el paso 5; más bien, el paso 5 se llama" eliminar de en medio, entregar a Satanás ". y similares." 
El expresidente y teólogo de Princeton, Jonathan Edwards, aborda la noción de excomunión como "remoción de la comunión de la mesa del Señor" en su tratado titulado "La naturaleza y el fin de la excomunión". Edwards sostiene que "en particular, se nos prohíbe un grado tal de asociarnos con (excomulgantes), como lo es hacerlos nuestros invitados en nuestras mesas, o ser sus invitados en sus mesas; como se manifiesta en el texto, donde Se les ordena no tener compañía con ellos, no comer ”. Edwards insiste: "Que esto no respeta comer con ellos en la Cena del Señor, sino una comida común, es evidente por las palabras, que comer aquí prohibido, es uno de los grados más bajos de hacer compañía, que están prohibidos. No hagas compañía". con tal, dice el apóstol, no, no comer, tanto como decir, no en un grado tan bajo como para comer con él. Pero comer con él en la Cena del Señor es el grado más alto de comunión cristiana visible. ¿Quién puede suponer que el apóstol quiso decir esto: preste atención y no tenga compañía con un hombre, no tanto como en el más alto grado de comunión que pueda tener? Además, el apóstol menciona esta comida como una forma de hacer compañía que, sin embargo, podrían tener con los paganos. Les dice que no se hagan compañía de los fornicarios. Luego les informa, no quiere decir con los fornicadores de este mundo, es decir, los paganos; pero, dice él, "si alguno, que es llamado hermano, es fornicario, etc. con tal persona, no hagas compañía, no, no comas". Esto hace que sea más evidente que el apóstol no se refiere a comer en la mesa del Señor.

### Iglesia Metodista
En la Iglesia Episcopal Metodista, las personas podían ser excomulgadas después de "un juicio ante un jurado de sus pares y después de haber tenido el privilegio de apelar ante un tribunal superior". Sin embargo, una excomunión podría levantarse después de una penitencia suficiente . 
John Wesley , el fundador de las iglesias metodistas, excomulgó a sesenta y cuatro miembros de la sociedad metodista de Newcastle solo por las siguientes razones: 
Dos por maldecir y jurar.
Dos por violar el día de reposo habitual.
Diecisiete por embriaguez.
Dos para la venta de licores espirituosos.
Tres por peleas y peleas.
Uno por golpear a su esposa.
Tres por mentira habitual y deliberada.
Cuatro por insultar y hablar mal.
Uno para la ociosidad y la pereza. Y,

Nueve y veinte por ligereza y descuido. 
La Conexión Metodista Wesleyana de Allegheny , en su Disciplina de 2014 , incluye "la homosexualidad, el lesbianismo, la bisexualidad, la bestialidad, el incesto, la fornicación, el adulterio y cualquier intento de alterar el género mediante cirugía", así como el volver a casarse después del divorcio entre sus delitos excomunicables. . 
La Iglesia Evangélica Wesleyana , en su Disciplina de 2015 , declara que "Cualquier miembro de nuestra iglesia que sea acusado de descuidar los medios de gracia u otros deberes requeridos por la Palabra de Dios, la indulgencia de temperamentos, palabras o acciones pecaminosas, la siembra de disensión, o cualquier otra violación del orden y la disciplina de la iglesia, puede, después del trabajo y amonestación adecuados, ser censurado, puesto a prueba o expulsado por la junta oficial del circuito del cual es miembro. Si lo solicita un juicio, sin embargo, dentro de las treinta fechas de la acción final de la junta oficial, se concederá ".

### Cristianismo evangélico
En los movimientos  cristianos evangélicos que se adhieren a la doctrina de la Iglesia de creyentes, la excomunión es utilizada como último recurso por las denominaciones e iglesias para los miembros que no quieren arrepentirse de creencias o comportamientos en desacuerdo con la confesión de fe de la comunidad. El voto de los miembros de la comunidad puede restaurar a una persona que se ha arrepentido.
Cuando los creyentes fueron bautizados y llevados a la membresía de la iglesia por los anabautistas, no solo se hizo como símbolo de la limpieza del pecado, sino que también se hizo como un compromiso público de identificarse con Jesucristo y conformar la vida de uno a la enseñanza y el ejemplo de Jesús. como lo entiende la iglesia. En la práctica, eso significaba que la membresía en la iglesia implicaba un compromiso de tratar de vivir de acuerdo con las normas de comportamiento cristiano ampliamente sostenidas por la tradición anabautista.
En el ideal, la disciplina en la tradición anabautista requiere que la iglesia confronte a un miembro de la iglesia notoriamente errado e impenitente, primero directamente en un círculo muy pequeño y, si no se llega a una resolución, expandir el círculo en pasos finalmente para incluir a toda la congregación de la iglesia. Si el miembro errante persiste sin arrepentimiento y rechaza incluso la amonestación de la congregación, esa persona es excomulgada o excluida de la membresía de la iglesia. La exclusión de la iglesia es el reconocimiento por parte de la congregación de que esta persona se ha separado de la iglesia debido a su pecado visible y sin arrepentimiento. Esto se hace aparentemente como un recurso final para proteger la integridad de la iglesia. Cuando esto ocurre, Se espera que la iglesia continúe orando por el miembro excluido y busque restaurarlo a su comunión. Originalmente no hubola expectativa inherente de evitar (romper por completo todos los lazos con) un miembro excluido, sin embargo, las diferencias con respecto a este mismo tema llevaron a cismas tempranos entre los diferentes líderes anabautistas y los que los siguieron.

#### Amish
Jakob Ammann, fundador de la secta Amish, creía que los anabautistas suizos debían practicar sistemáticamente el rechazo de los que estaban bajo la prohibición, tal como sucedía en el norte y como se describe en la Confesión de Dordrecht. El celo intransigente de Ammann con respecto a esta práctica fue una de las principales disputas que llevaron al cisma entre los grupos anabautistas que se convirtieron en Amish y los que finalmente serían llamados menonitas. Recientemente, los grupos amish más moderados se han vuelto menos estrictos en la aplicación de la excomunión como disciplina. Esto ha llevado a divisiones en varias comunidades, un ejemplo de lo cual es el Swartzetruber Amish que se separó del cuerpo principal de Old Order Amish debido a la práctica de este último de levantar la prohibición de miembros que luego se unen a otras iglesias. En general, los Amish excomulgarán a los miembros bautizados por no cumplir con su Ordnung (reglas de la iglesia) como lo interpreta el Obispo local si ocurren ciertas violaciones repetidas del Ordnung.
La excomunión entre los Amish del Antiguo Orden resulta en el rechazo del Meidung , cuya gravedad depende de muchos factores, como la familia, la comunidad local y el tipo de Amish. Algunas comunidades amish dejan de rechazar después de un año si la persona se une a otra iglesia más adelante, especialmente si es otra iglesia menonita. En el caso más severo, a otros miembros de la congregación se les prohíbe casi todo contacto con un miembro excomulgado, incluidos los lazos sociales y comerciales entre el excomulgado y la congregación, a veces incluso el contacto marital entre el excomulgado y el cónyuge que permanece en la congregación o el contacto familiar entre hijos adultos. y padres.

#### Menonitas
En la Iglesia Menonita, la excomunión es rara y se lleva a cabo solo después de muchos intentos de reconciliación y de alguien que está violando de manera flagrante y repetida los estándares de comportamiento que la iglesia espera. Ocasionalmente, la excomunión también se lleva a cabo contra aquellos que cuestionan repetidamente el comportamiento de la iglesia o que también difieren genuinamente con la teología de la iglesia, aunque en casi todos los casos el disidente abandonará la iglesia antes de que sea necesario invocar cualquier disciplina. En cualquier caso, la iglesia intentará reconciliarse con el miembro en privado, primero uno a uno y luego con algunos líderes de la iglesia. Solo si los intentos de reconciliación de la iglesia no tienen éxito, la congregación revoca formalmente la membresía de la iglesia. Los miembros de la iglesia generalmente oran por el miembro excluido.
Algunas conferencias regionales (la contraparte menonita de las diócesis de otras denominaciones) de la Iglesia Menonita han actuado para expulsar a las congregaciones miembros que han dado la bienvenida abiertamente a los homosexuales no célibes como miembros. Este conflicto interno con respecto a la homosexualidad también ha sido un problema para otras denominaciones moderadas, como los bautistas y metodistas estadounidenses .
La práctica entre las congregaciones menonitas del Viejo Orden es más similar a la de los amish, pero quizás menos severa por lo general. Un miembro del Antiguo Orden que desobedece el Ordnung (reglamentos de la iglesia) debe reunirse con los líderes de la iglesia. Si una regulación de la iglesia se rompe por segunda vez, hay una confesión en la iglesia. Los que se niegan a confesar son excomulgados. Sin embargo, después de una confesión posterior, el miembro de la iglesia será reintegrado. Un miembro excomulgado está sujeto a la prohibición . Esta persona no tiene prohibido comer con su propia familia. Las personas excomulgadas aún pueden tener tratos comerciales con miembros de la iglesia y pueden mantener relaciones matrimoniales con un cónyuge, que sigue siendo miembro de la iglesia.

#### Hutteritas
Los hutteritas separatistas, comunales y autónomos también use la excomunión y el rechazo como forma de disciplina eclesiástica. Dado que los hutteritas tienen propiedad comunal de bienes, los efectos de la excomunión podrían imponer una dificultad al miembro excluido y a la familia dejándolos sin ingresos laborales y bienes materiales como una casa. Sin embargo, a menudo se hacen arreglos para proporcionar beneficios materiales a la familia que abandona la colonia, como un automóvil y algunos fondos de transición para el alquiler, etc. Una colonia hutterita en Manitoba (Canadá) tuvo una disputa prolongada cuando los líderes intentaron forzar la salida de una colonia. grupo que había sido excomulgado pero que no se iría. Se presentaron alrededor de una docena de demandas en Canadá y Estados Unidos entre las diversas facciones y colonias huteritas en relación con la excomunión, el rechazo, la legitimidad del liderazgo y los derechos de propiedad comunal.

### La Iglesia de Jesucristo de los Santos de los Últimos Días
La Iglesia de Jesucristo de los Santos de los Últimos Días (mormones) practica la excomunión como castigo para aquellos que cometen pecados graves , es decir , acciones que perjudican significativamente el nombre o la influencia moral de la iglesia o representan una amenaza para otras personas. En 2020, la iglesia dejó de usar el término "excomunión" y en su lugar se refiere a "retiro de la membresía". Según el Manual general de liderazgo de la iglesia , los propósitos de retirar la membresía o imponer restricciones a la membresía son, (1) ayudar a proteger a otros; (2) ayudar a una persona a acceder al poder redentor de Jesucristo a través del arrepentimiento; y (3) proteger la integridad de la Iglesia. Los orígenes de los procedimientos disciplinarios y las excomuniones SUD se remontan a una revelación que José Smith dictó el 9 de febrero de 1831, posteriormente canonizada como Doctrina y Convenios , sección 42 y codificada en el Manual General .
Esta Iglesia también practica las sanciones menores de consejo privado y precaución y restricciones formales e informales de membresía. (Las restricciones informales de membresía se conocían anteriormente como "libertad condicional"; las restricciones formales de membresía se conocían anteriormente como "expulsión").
Las restricciones formales de membresía se utilizan para pecados graves que no llegan al nivel de retiro de membresía. La restricción formal de membresía niega algunos privilegios pero no incluye la pérdida de la membresía de la iglesia. Una vez que se hayan establecido las restricciones formales de membresía, las personas no pueden tomar la Santa Cena ni entrar en los templos de la iglesia , ni pueden ofrecer oraciones o sermones públicos. Estas personas pueden seguir asistiendo a la mayoría de las funciones de la iglesia y se les permite usar las vestimentas del templo , pagar los diezmos y las ofrendas y participar en las clases de la iglesia si su conducta es ordenada. Las restricciones formales de membresía generalmente duran un año, después del cual uno puede ser reintegrado como miembro al corriente.
En los casos más graves o recalcitrantes, el retiro de la membresía se convierte en una opción disciplinaria. Tal acción generalmente se reserva para los que se consideran los pecados más graves , incluida la comisión de delitos graves como asesinato, abuso infantil e incesto; cometer adulterio ; participación o enseñanza de la poligamia ; participación en conducta homosexual ; apostasía ; participación en un aborto ; enseñar falsa doctrina; o criticar abiertamente a los líderes de la iglesia. El manual generaldeclara que unirse formalmente a otra iglesia constituye apostasía y es digno del retiro de la membresía; sin embargo, el simple hecho de asistir a otra iglesia no constituye apostasía.
El retiro de la membresía solo puede ocurrir después de un consejo formal de membresía de la iglesia . Anteriormente llamado "consejo disciplinario" o "tribunal de la iglesia", los consejos fueron renombrados para evitar centrarse en la culpa y, en cambio, enfatizar la disponibilidad del arrepentimiento. 
La decisión de retirar la membresía de un poseedor del sacerdocio de Melquisedec es generalmente competencia del liderazgo de una estaca . En tal consejo disciplinario, asisten la presidencia de estaca y, a veces en casos más difíciles, el sumo consejo de estaca . Si el sumo consejo está involucrado, los doce miembros del sumo consejo se dividen por la mitad: un grupo representa al miembro en cuestión y está encargado de "prevenir [ing] insultos o injusticias"; el otro grupo representa a la iglesia como un todo. El miembro bajo escrutinio está invitado a asistir a los procedimientos de membresía, pero el consejo puede seguir adelante sin él. Al tomar una decisión, los líderes del sumo consejo consultan con la presidencia de estaca, pero la decisión sobre qué disciplina es necesaria es solo del presidente de estaca. Es posible apelar una decisión de un consejo de miembros de estaca ante la Primera Presidencia de la iglesia .
Para las mujeres y los hombres que no están iniciados en el sacerdocio de Melquisedec, se lleva a cabo un consejo de miembros de barrio . En tales casos, un obispo determina si se justifica el retiro de la membresía o una sanción menor. Lo hace en consulta con sus dos consejeros, y el obispo toma la determinación final después de la oración. La decisión de un consejo de membresía de barrio se puede apelar al presidente de estaca.
La siguiente lista de variables sirve como un conjunto general de pautas sobre cuándo se puede justificar el retiro de la membresía o una acción menor, comenzando con aquellas que tienen más probabilidades de resultar en una sanción severa:
1. Violación de convenios: Los convenios se hacen junto con ordenanzas específicas en la Iglesia SUD. Los convenios violados que pueden resultar en la excomunión suelen ser los que rodean los convenios matrimoniales, los convenios del templo y los convenios del sacerdocio.
2. Posición de confianza o autoridad: la posición de la persona en la jerarquía de la iglesia influye en la decisión. Se considera más grave cuando un pecado es cometido por un área de setenta ; un presidente de estaca, misión o templo ; un obispo ; un patriarca ; o un misionero de tiempo completo .
3. Repetición: la repetición de un pecado es más grave que una sola instancia.
4. Magnitud: Con qué frecuencia, cuántas personas se vieron afectadas y quién es consciente del factor pecado en la decisión.
5. Edad, madurez y experiencia: Aquellos que son jóvenes en edad o inmaduros en su comprensión, generalmente reciben indulgencia.
6. Intereses de los inocentes: se puede considerar cómo afectará la disciplina a los miembros inocentes de la familia.
7. Tiempo entre la transgresión y la confesión: si el pecado se cometió en un pasado lejano y no ha habido repetición, se puede considerar la indulgencia.
8. Confesión voluntaria: si una persona confiesa voluntariamente el pecado, se sugiere indulgencia.
9. Evidencia de arrepentimiento: el dolor por el pecado y el compromiso demostrado con el arrepentimiento, así como la fe en Jesucristo, juegan un papel en la determinación de la severidad de la disciplina.

Los avisos de retiro de la membresía pueden hacerse públicos, especialmente en casos de apostasía, donde los miembros podrían ser engañados. Sin embargo, las razones específicas del retiro individual de la membresía generalmente se mantienen confidenciales y rara vez se hacen públicas por el liderazgo de la iglesia.
Aquellos a quienes se les retira su membresía pierden el derecho a participar de la Santa Cena . Por lo general, a estas personas se les permite asistir a las reuniones de la iglesia, pero la participación es limitada: no pueden ofrecer oraciones públicas ni predicar sermones y no pueden entrar en los templos . A esas personas también se les prohíbe usar o comprar vestiduras del templo y pagar los diezmos . Una persona cuya membresía ha sido retirada puede ser rebautizada después de un período de espera de al menos un año y un arrepentimiento sincero , según lo juzguen una serie de entrevistas con líderes de la iglesia. 
Algunos críticos han acusado que los líderes de la Iglesia SUD han usado la amenaza de retiro de miembros para silenciar o castigar a los miembros de la iglesia e investigadores que no están de acuerdo con la política y doctrina establecidas, que estudian o discuten temas controvertidos o que pueden estar involucrados en disputas con líderes de estaca locales o autoridades generales ; ver, por ejemplo, Brian Evenson , un ex profesor y escritor de BYU cuya ficción fue criticada por los funcionarios de BYU y LDS Leadership. Otro caso notable de excomunión de la Iglesia SUD fue el " Seis de septiembre, "un grupo de intelectuales y profesores, cinco de los cuales fueron excomulgados y el sexto expulsado. Sin embargo, la política de la iglesia dicta que los líderes locales son responsables del retiro de la membresía, sin influencia de la sede de la iglesia. Por lo tanto, la iglesia argumenta que esta política es una evidencia contra cualquier persecución sistemática de eruditos o disidentes. Los datos muestran que las tasas de excomunión per cápita entre la Iglesia SUD han variado drásticamente a lo largo de los años, desde un mínimo de aproximadamente 1 en 6.400 miembros a principios de 1900 a uno en 640 en la década de 1970, un aumento que ha Se ha atribuido especulativamente a "orientación informal desde arriba" para hacer cumplir la creciente lista de posibles transgresiones agregadas a las ediciones del Manual General a lo largo del tiempo.

### Testigos de Jehová
Artículo principal: Disciplina congregacional de los testigos de Jehová
Los testigos de Jehová practican una forma de excomunión, utilizando el término "expulsión", en los casos en que se cree que un miembro ha cometido sin arrepentimiento uno o más de varios "pecados graves" documentados. La práctica se basa en su interpretación de 1 Corintios 5: 11-13 ("dejar de mezclarse con alguien llamado hermano que es un fornicador o una persona codiciosa o un idólatra o un difamador o un borracho o un extorsionador, no incluso comiendo con un hombre así ... aparta al impío de en medio de ti ") y 2 Juan 10 (" nunca lo recibas en tu casa ni le digas un saludo "). Ellos interpretan estos versículos en el sentido de que cualquier creyente bautizado que se involucre en "pecados graves" debe ser expulsado de la congregación y rechazado.
Cuando un miembro confiesa o es acusado de un pecado grave , se forma un comité judicial de al menos tres ancianos . Este comité investiga el caso y determina la magnitud del pecado cometido. Si la persona es considerada culpable de una ofensa de expulsión, el comité decide, basándose en la actitud de la persona y "obras dignas de arrepentimiento" ( Hechos 26:20 ), si la persona debe ser considerada arrepentida. Los "trabajos" pueden incluir tratar de corregir el error, pedir disculpas a las personas ofendidas y cumplir con el consejo anterior. Si se considera culpable pero arrepentido, la persona no es expulsada, pero es formalmente reprendida y tiene restricciones impuestas, que excluyen al individuo de diversas actividades como presentar discursos, ofrecer oraciones públicas o hacer comentarios en reuniones religiosas. Si se considera que la persona es culpable y no se arrepiente, será expulsada. A menos que se haga una apelación dentro de los siete días, la expulsión se formaliza mediante un anuncio en la próxima reunión de servicio de la congregación . Las apelaciones se otorgan para determinar si se considera que han ocurrido errores de procedimiento que pueden haber afectado el resultado.
La expulsión es la ruptura de las relaciones amistosas entre todos los testigos de Jehová y la persona expulsada. La interacción con la familia extensa generalmente se restringe al mínimo, como la presencia en la lectura de testamentos y la prestación de cuidados esenciales a los ancianos. Dentro de un hogar, el contacto familiar típico puede continuar, pero sin compañerismo espiritual, como el estudio bíblico familiar y las discusiones religiosas[cita requerida]. Los padres de menores expulsados que viven en el hogar familiar pueden seguir intentando convencer al niño sobre las enseñanzas del grupo[cita requerida]. Los testigos de Jehová señalan que la expulsión es "un acto de amor y de generosidad" y creen que esta forma de disciplina anima a la persona expulsada a ajustarse a las normas bíblicas y evita que la persona influya en otros miembros de la congregación. 
Junto con las infracciones del código moral de los Testigos, el estar abiertamente en desacuerdo con las enseñanzas de los Testigos de Jehová se considera motivo de rechazo. Estas personas están etiquetadas como "apóstatas" y se describen en la literatura de la Sociedad Watch Tower como "enfermos mentales". Descripciones de "apóstatas" que aparecen en la literatura de los Testigos han sido objeto de investigación en el Reino Unido para determinar si violan las leyes de odio religioso[cita requerida]. Elsociólogo Andrew Holden[cita requerida] afirma que muchos Testigos que de otra manera desertarían debido a la desilusión con la organización y sus enseñanzas, permanecen afiliados por temor a ser rechazados y perder el contacto con amigos y familiares, una situación calificada como agresión relacional en la literatura psicológica[cita requerida]. Cuando es utilizado por miembros de la iglesia y padres miembros-cónyuges contra padres excomulgantes, contiene elementos de lo que los psicólogos llaman alienación parental . El rechazo extremo puede causar traumas a los rechazados (y a sus dependientes) similar a lo que se estudia en la psicología de la tortura.
La disociación es una forma de rechazo en la que un miembro expresa verbalmente o por escrito que no desea estar asociado con los testigos de Jehová, en lugar de haber cometido algún 'pecado' específico. ancianos también pueden decidir que un individuo se ha disociado, sin ninguna declaración formal por parte del individuo, mediante acciones como aceptar una transfusión de sangre, o unirse a otra organización religiosa o militar. Las personas que los ancianos consideran que se han disociado no tienen derecho a apelar. 
Cada año, se instruye a los ancianos de la congregación para que consideren reunirse con las personas expulsadas para determinar las circunstancias cambiantes y animarlas a buscar la reinstalación. restablecimiento no es automático después de un cierto período de tiempo, ni hay una duración mínima; Las personas expulsadas pueden hablar con los ancianos en cualquier momento, pero deben solicitarlo por escrito para que se considere su reincorporación a la congregación. ancianos consideran cada caso individualmente y se les instruye para asegurarse de "que haya pasado suficiente tiempo para que la persona expulsada demuestre que su profesión de arrepentimiento es genuina". Un comité judicial se reúne con la persona para determinar su arrepentimiento, y si esto se establece, la persona es reintegrada a la congregación y puede participar con la congregación en su ministerio formal (como la predicación de casa en casa), pero tiene prohibido comentar en las reuniones o tener privilegios durante un período establecido por el comité judicial. Si es posible, los mismos miembros del comité judicial que expulsaron a la persona son seleccionados para la audiencia de reinstalación. Si el solicitante se encuentra en un área diferente, la persona se reunirá con un comité judicial local que se comunicará con el comité judicial original, si está disponible, o con uno nuevo en la congregación original.
Un Testigo que haya sido formalmente reprobado o reintegrado no puede ser designado a ningún privilegio especial de servicio durante al menos un año. Los pecados graves que involucran abuso sexual infantil descalifican permanentemente al pecador de ser nombrado para cualquier privilegio de servicio congregacional , sin importar si el pecador fue condenado por algún delito secular.

### Cristadelfianos
De manera similar a muchos grupos que tienen sus orígenes en el Movimiento de Restauración de la década de 1830 , Cristadelfianos llaman a su forma de excomunión "expulsión", aunque no practican el "rechazo". La separación puede ocurrir por razones morales, cambio de creencias o (en algunas eclesias) por no asistir a la comunión (lo que se conoce como "los emblemas" o "el partimiento del pan"). 
En tales casos, generalmente se requiere que la persona involucrada discuta los problemas. Si no se conforman, la iglesia ('reunión' o 'ecclesia') es recomendada por el comité de administración ("Hermanos Organizadores") para votar sobre la expulsión de la persona. Estos procedimientos fueron formulados desde 1863 en adelante por los primeros Cristadelfianos, [ cita requerida ] y luego codificados en 1883 por Robert Roberts en Una Guía para la Formación y Conducta de las Eclesiastés Cristadelfianas (coloquialmente "La Guía Eclesial"). Sin embargo, los Cristadelfianos justifican y aplican su práctica no solo de este documento sino también de pasajes como la exclusión en 1Co.5 y la recuperación en 2Co.2. 
Los cristadelfianos normalmente evitan el término "excomunión" que muchos asocian con la Iglesia católica; y pueden sentir que la palabra tiene implicaciones con las que no están de acuerdo, como una condena y un castigo indebidos, además de no reconocer la intención correctiva de la medida. 
- Casos conductuales. Muchos casos relacionados con asuntos morales tienden a involucrar asuntos relacionales como el matrimonio fuera de la fe, el divorcio y el nuevo matrimonio (que algunas eclesias consideran adulterio en algunas circunstancias) u homosexualidad. restablecimiento por cuestiones morales está determinado por la evaluación de la ecclesia de si el individuo se ha "apartado" de (cesado) el curso de acción considerado inmoral por la iglesia. Esto puede ser complejo cuando se trata de casos de divorcio y posterior matrimonio, con diferentes posiciones adoptadas por diferentes eclesias, pero generalmente dentro del grupo principal "Central", estos casos pueden acomodarse. Algunas "becas" de minorías no se adaptan a esto bajo ninguna circunstancia.
- Casos doctrinales. Los cambios de creencia en lo que los Cristadelfianos llaman doctrinas del "primer principio" son difíciles de acomodar a menos que el individuo esté de acuerdo en no enseñarlos o difundirlos, ya que el cuerpo tiene una Declaración de Fe documentada que sirve informalmente como base para la membresía eclesial y el compañerismo intereclesial. Aquellos que son expulsados por razones de creencias diferentes rara vez regresan, porque se espera que se ajusten a un entendimiento con el que no están de acuerdo. Tener creencias diferentes sobre asuntos fundamentales se considera error y apostasía , lo que puede limitar la salvación de una persona. Sin embargo, en la práctica, la expulsión por razones doctrinales ahora es inusual.

En el caso del adulterio y el divorcio, el paso del tiempo generalmente significa que un miembro puede ser restaurado si así lo desea. En el caso de comportamiento continuo, convivencia, actividad homosexual, entonces no se han cumplido los términos de la suspensión.
La mecánica de la "reagrupación" sigue el proceso inverso al original; el individuo presenta una solicitud a la "ecclesia", y los "hermanos organizadores" dan una recomendación a los miembros que votan. Si los "Hermanos Organizadores" juzgan que un voto puede dividir a la ecclesia, o molestar personalmente a algunos miembros, pueden buscar una ecclesia de terceros que esté dispuesta a "volver a confraternizar" con el miembro. Según la Guía Eclesial, una ecclesia de tercera parte también puede tomar la iniciativa de "volver a confraternizar" con un miembro de otra reunión. Sin embargo, esto no se puede hacer unilateralmente, ya que esto constituiría una heteronomía sobre la autonomía de los miembros de la ecclesia original. 

### Sociedad de amigos (cuáqueros)
Entre muchos de los grupos de la Sociedad de Amigos (Cuáqueros), uno es retirado de la reunión por comportamiento incompatible con el sentido de la reunión. En Gran Bretaña, una reunión puede registrar un minuto de desunión. Sin embargo, es responsabilidad de cada reunión, reunión trimestral y reunión anual, actuar con respecto a sus propios miembros. Por ejemplo, durante la guerra de Vietnam, muchos Amigos estaban preocupados por la posición del Amigo Richard Nixon sobre la guerra, que parecía contradecir sus creencias; sin embargo, era responsabilidad de la propia reunión de Nixon, la reunión de East Whittier de Whittier, California , actuar si en verdad esa reunión se sentía inclinada. No lo hicieron.
En el siglo XVII, antes de la fundación de sociedades abolicionistas, los Amigos que intentaron con demasiada fuerza convencer a sus correligionarios de los males de la esclavitud fueron retirados de la reunión. Benjamin Lay fue leído en la Reunión Anual de Filadelfia para esto. Durante la Revolución Americana, más de 400 Amigos fueron retirados de la reunión por su participación o apoyo militar.

### Iglesia ni Cristo
Iglesia ni Cristo practica la expulsión de los miembros que considera que han pecado gravemente o van en contra de las enseñanzas y doctrinas de la iglesia. El Sanggunian, el consejo de la iglesia, tiene jurisdicción para expulsar a los miembros de la iglesia. Las personas expulsadas por la iglesia se denominan despedidas ( tagalo : tiwalag ). Los delitos que pueden ser motivo de expulsión incluyen casarse con una persona que no es miembro, quedar embarazada fuera del matrimonio (a menos que la pareja se case antes de que nazca el niño) y, sobre todo, estar en desacuerdo con la administración de la iglesia. Un miembro expulsado puede ser readmitido prometiendo obediencia a la administración de la iglesia y sus reglas, valores y enseñanzas.

## Universalismo unitario
El universalismo unitario , al ser un grupo religioso liberal y una denominación congregacional , tiene una amplia diversidad de opiniones y sentimientos. No obstante, los Unitarios Universalistas han tenido que lidiar con individuos disruptivos. Las congregaciones que no tenían políticas sobre individuos perturbadores a veces se han visto obligadas a crear dichas políticas, hasta (e incluyendo) la expulsión. 
A fines de la década de 1990, varias iglesias estaban usando la política de la Iglesia de West Shore UU como modelo. Si alguien amenaza, interrumpe o distrae del atractivo de la iglesia para sus miembros, una iglesia que usa este modelo tiene tres niveles recomendados de respuesta al individuo ofensor. Mientras que el primer nivel implica el diálogo entre un comité o miembro del clero y el delincuente, el segundo y tercer nivel implican la expulsión, ya sea de la iglesia misma o de una actividad de la iglesia. 

## Budismo
No existe un equivalente directo a la excomunión en el budismo. Sin embargo, en la comunidad monástica de Theravadan, los monjes pueden ser expulsados de los monasterios por herejía u otros actos. Además, los monjes tienen cuatro votos, llamados las cuatro derrotas, que son abstenerse de tener relaciones sexuales, robar, asesinar y abstenerse de mentir sobre ganancias espirituales (por ejemplo, tener poder especial o habilidad para realizar milagros). Si incluso uno se rompe, el monje vuelve a ser automáticamente un laico y nunca podrá convertirse en monje en su vida actual. [ cita requerida ]
La mayoría de las sectas budistas japonesas tienen autoridad eclesiástica sobre sus seguidores y tienen sus propias reglas para expulsar a los miembros de la sangha, laicos o obispados. [ cita requerida ] La organización budista japonesa laica Sōka Gakkai fue expulsada de la secta Nichiren Shoshu en 1991 (1997).

## Hinduismo
El hinduismo es demasiado diverso para ser visto como una religión homogénea y monolítica, a menudo se describe como una religión no organizada y sincrética con una ausencia notoria de las doctrinas enumeradas, existen múltiples instituciones religiosas ( ecclesia es el equivalente cristiano) dentro del hinduismo que enseñan ligeras variaciones de Dharma y Karma, por lo tanto, el hinduismo no tiene el concepto de excomunión y, por lo tanto, ningún hindú puede ser expulsado de la religión hindú, aunque una persona puede perder fácilmente el estatus de casta a través de la gramanya. para una amplia variedad de infracciones de las prohibiciones de casta. Esto puede ser recuperable o no. Sin embargo, algunas de las sectas organizadas modernas dentro del hinduismo pueden practicar algo equivalente a la excomunión hoy, expulsando a una persona de su propia secta.
En la época medieval y moderna (y a veces incluso ahora) en el sur de Asia, la excomunión de la propia casta ( jati o varna ) solía ser practicada (por los consejos de casta) y a menudo tenía graves consecuencias, como la degradación del estatus de casta e incluso arrojarlo a la esfera de los intocables o bhangi. En el siglo XIX, un hindú se enfrentó a la excomunión por ir al extranjero, ya que se presumía que se vería obligado a romper las restricciones de casta y, como resultado, se contaminaría. 
Después de la excomunión, dependería del consejo de casta si aceptarían o no alguna forma de arrepentimiento (ritual o de otro tipo). Tales ejemplos actuales de excomunión en el hinduismo son a menudo más políticos o sociales que religiosos, por ejemplo, la excomunión de castas inferiores por negarse a trabajar como carroñeros en Tamil Nadu. 
Un ejemplo anterior de excomunión en el hinduismo es el de Shastri Yagnapurushdas , quien voluntariamente se fue y luego fue expulsado del Vadtal Gadi de Swaminarayan Sampraday por el entonces Vadtal acharya en 1906. Luego formó su propia institución, Bochasanwasi Swaminarayan Sanstha o BSS (ahora BAPS ) afirmando que Gunatitanand Swami era el legítimo sucesor espiritual de Swaminarayan.

## Islam
Dado que no ha habido una autoridad religiosa universal y unívocamente reconocida entre las muchas denominaciones islámicas que han surgido a lo largo de la historia, la excomunión papal no tiene un equivalente exacto en el islam, al menos en lo que respecta a las actitudes de cualquier autoridad religiosa en conflicto con respecto a un individuo u otra secta. se juzga que están coordinados, no subordinados entre sí. No obstante, condenar la heterodoxia y castigar a los herejes mediante el rechazo y el ostracismo es comparable con la práctica en las religiones cristianas no católicas.
Los teólogos islámicos comúnmente emplean dos términos cuando describen las medidas que se deben tomar contra los cismáticos y la herejía: هَجْر ( hajr , "abandonar") y تَكْفِير ( takfīr , "hacer o declarar no creyente"). El primero significa el acto de abandonar algún lugar (como la migración, como en el viaje del profeta islámico fuera de La Meca, que se llama al-Hijra ("la (e) migración")) o alguien (usado en el Corán en el caso de disciplinar a una esposa disonante o desobediente o evitar a una persona dañina ), mientras que este último significa una declaración definitiva que denuncia a una persona como kāfir ("infiel"). Sin embargo, debido a que tal cargo conllevaría graves consecuencias para el acusado, que entonces sería considerado un مُرْتَدّ ( murtadd , "un descarriado ; un apóstata), denuncias menos extremas, como una acusación de بِدْعَة ( bidʽah ," [desviado ] innovación; herejía ") seguida por el rechazo y la excomunión históricamente han predominado sobre los juicios por apostasía.
Takfīr se ha practicado a menudo a través de los tribunales. Más recientemente, [ ¿cuándo? ] se han producido casos en los que las personas han sido consideradas no creyentes. [ cita requerida ] Estas decisiones siguieron demandas contra individuos, principalmente en respuesta a sus escritos que algunos han visto como antiislámicos. Los casos más famosos son los de Salman Rushdie , Nasr Abu Zayd y Nawal El-Saadawi . Las repercusiones de estos casos han incluido el divorcio, ya que según las interpretaciones tradicionales de la ley islámica, las mujeres musulmanas no pueden casarse con hombres no musulmanes.
Sin embargo, el takfir sigue siendo un tema muy polémico, principalmente porque no existe una autoridad universalmente aceptada en la ley islámica. De hecho, según los comentaristas clásicos, lo contrario de las acusaciones de blasfemia también parece ser cierto, ya que, según se informa, Mahoma equiparó el acto de declarar a alguien un kafir a la blasfemia si el acusado era musulmán.